# Xyela
Xyela is een geslacht van vliesvleugelige insecten uit de familie van de Xyelidae. De wetenschappelijke naam van het geslacht is voor het eerst geldig gepubliceerd door Johan Wilhelm Dalman in 1819.
Er zijn anno 2013 48 soorten van Xyela gekend in de wereld, waarvan 28 uit Eurazië. Er zijn ook een aantal fossiele soorten gekend. Ze komen vooral voor in het Holarctisch gebied, en ook in de noordelijke delen van het Neotropische gebied en van het Oriëntaals gebied. De Euraziatische soorten zijn monofaag: de larven voeden zich met het binnenste van kegelvruchten van een bepaalde dennensoort.